# John Edwards (Rennfahrer)

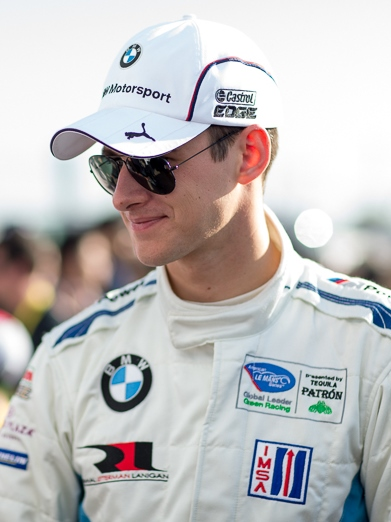
John Edwards

John Michael Edwards (* 11. März 1991 in Louisville) ist ein ehemaliger US-amerikanischer Rennfahrer.

## Karriere
Wie die meisten Motorsportler begann Edwards seine Karriere im Kartsport, den er von 2001 bis 2004 ausübte. Außerdem gab er bereits 2003 in der Skip Barber Serie sein Formelsportdebüt und gewann ein Rennen. Damit wurde er zum jüngsten Fahrer, der jemals ein Monoposto-Rennen gewonnen hat. Nach einem weiteren Jahr in der Skip Barber Serie wechselte Edwards 2005 nach Europa, wo er zunächst nur Kartsport in Italien betrieb. Nachdem er mit 14 Jahre die notwendige Lizenz erhalten hatte, ging er in der deutschen Formel Renault, in dem er den 13. Platz belegte, und im Formel Renault 2.0 Eurocup an den Start. 2006 bestritt Edwards seine zweite Saison im Formel Renault 2.0 Eurocup und er verbesserte sich auf den 16. Platz der Gesamtwertung, außerdem ging er in der nordeuropäischen Formel Renault an den Start und wurde mit einem Sieg Fünfter im Gesamtklassement.
2007 kehrte er in die USA zurück und bestritt für Forsythe Championship Racing eine Saison in der Formel Atlantic. Mit einem zweiten Platz als bestes Resultat belegte er am Saisonende den neunten Gesamtrang. Dabei war er seinem Teamkollegen Robert Wickens, der Dritter wurde, unterlegen. 2008 wechselte Edwards in die Star Mazda Series und gewann mit vier Rennen den Meistertitel dieser Serie. 2009 wechselte der US-Amerikaner zurück in die Formel Atlantic und er bestritt seine zweite Saison in dieser Serie für Newman Wachs Racing. Edwards entschied vier Rennen für sich und gewann den Meistertitel vor Jonathan Summerton und Simona de Silvestro. Edwards und Summerton waren zum Saisonende punktgleich und so entschied schlussendlich die Anzahl der zweiten Plätze über den Gewinn der Meisterschaft.

## Statistik

### Karrierestationen
- 2001–2004: Kartsport
- 2005: Deutsche Formel Renault (Platz 13); Formel Renault 2.0 Eurocup
- 2006: Nordeuropäische Formel Renault (Platz 5); Formel Renault 2.0 Eurocup (Platz 16)
- 2007: Formel Atlantic (Platz 9)
- 2008: Star Mazda Series (Meister)
- 2009: Formel Atlantic (Meister)

### Sebring-Ergebnisse
| Jahr | Team              | Fahrzeug    | Teamkollege         | Teamkollege    | Platzierung | Ausfallgrund |
| ---- | ----------------- | ----------- | ------------------- | -------------- | ----------- | ------------ |
| 2013 | BMW Team RLL      | BMW Z4 GTE  | Joey Hand           | Dirk Müller    | Rang 22     |              |
| 2014 | BMW Team RLL      | BMW Z4 GTLM | Dirk Werner         | Dirk Müller    | Rang 31     |              |
| 2015 | BMW Team RLL      | BMW Z4 GTE  | Jens Klingmann      | Lucas Luhr     | Rang 13     |              |
| 2016 | BMW Team RLL      | BMW M6 GTLM | Kuno Wittmer        | Lucas Luhr     | Rang 15     |              |
| 2017 | BMW Team RLL      | BMW M6 GTLM | Martin Tomczyk      | Nicky Catsburg | Ausfall     | Unfall       |
| 2018 | BMW Team RLL      | BMW M8 GTE  | Jesse Krohn         | Nicky Catsburg | Ausfall     | Unfall       |
| 2019 | BMW Team RLL      | BMW M8 GTE  | Jesse Krohn         | Philipp Eng    | Rang 13     |              |
| 2020 | BMW Team RLL      | BMW M8 GTE  | Jesse Krohn         | Augusto Farfus | Rang 14     |              |
| 2021 | BMW Team RLL      | BMW M8 GTE  | Jesse Krohn         | Augusto Farfus | Rang 10     |              |
| 2022 | BMW Team RLL      | BMW M4 GT3  | Connor De Phillippi | Augusto Farfus | Rang 43     |              |
| 2023 | Turner Motorsport | BMW M4 GT3  | Chandler Hull       | Bill Auberlen  | Rang 20     |              |